# برایستون
برایستون (به انگلیسی: Brighstone) یک منطقهٔ مسکونی در بریتانیا است که در جزیره وایت واقع شده‌است. برایستون ۱۹٫۷۶۶۵ کیلومتر مربع مساحت و ۱٬۶۰۳ نفر جمعیت دارد.